# Roscil·la d'Anjou
Roscil·la d'Anjou, nascuda vers el 906, morta vers el 948, filla de Folc I el Roig comte d'Anjou i de Roscil·la de Loches, senyora (dama) de Villandry.

## Matrimoni i descendència
El 925, es va casar amb Alan II Barbitorte. D'aquesta unió, tindran una filla: Gerberga de Nantes. Gerberga es casarà amb Juhel Berenguer, comte de Rennes i tindran un fill: Conan comte de Rennes (mort el 29 de juny 992 a la batalla de Conquereuil).
Tenia tres germans: 
- Ingelger d'Anjou, mort en combat contra els Normands.
- Guiu d'Anjou, bisbe de Soissons, mort el 973.
- Folc II d'Anjou, Comte d'Anjou i comte de Nantes de 958 a 960.